# 수원칠보고등학교
수원칠보고등학교(水原七寶高等學校)는 대한민국 경기도 수원시 권선구 금곡동에 위치한 공립 고등학교이다.

## 학교 연혁
- 2014년 1월 13일 : 수원칠보고등학교 설치조례 공포. 3년제 30학급, 특수 1학급(경기도립학교 설치 조례 제4683호)
- 2014년 2월 4일 : 수원칠보고등학교 교사동 준공(건축면적 4,040.41m2, 연면적 12,862.05m2, 대지 14,209m2)
- 2014년 3월 1일 : 초대 이동흡 교장 취임
- 2014년 3월 3일 : 제1회 입학식(1학년 10학급 320명)
- 2014년 12월 19일 : 친환경 건물 인증(2014.12.19~2019.12.18)
- 2017년 2월 3일 : 제1회 졸업식(3학년 10학급 288명 남 162명, 여 126명)
- 2024년 1월 8일 : 제8회 졸업식(3학년 10학급 235명 남 130명, 여 106명)
- 2024년 3월 4일 : 제4대 김혁재 교장 취임
- 2024년 3월 4일 : 제11회 입학식(1학년 10학급 280명 남 151명, 여 129명)

## 참고 자료
- 수원칠보고등학교 - 한국교육학술정보원 학교알리미